# Codonanthe calcarata
Codonanthe calcarata là một loài thực vật có hoa trong họ Tai voi. Loài này được (Miq.) Hanst. mô tả khoa học đầu tiên năm 1866.